# 佛子岭镇
佛子岭镇，是中华人民共和国安徽省六安市霍山县下辖的一个乡镇级行政单位。

## 行政区划
佛子岭镇下辖以下地区：
佛子岭社区、长岭村、通水灌村、高岭村、汪家冲村和留驾园村。